# 超越三角函數
超越三角函數是自然對數的一種延伸，也是歐拉公式的擴充，其中每個超越三角函數都違反原來對三角函數的定義。

## 超越單位三角函數
由李昂哈德·歐拉對複數的定義得知：
{\displaystyle e^{ix}=\cos(x)+i\sin(x)\,}
當{\displaystyle x=ln(i),}時，得知：
{\displaystyle i^{i}=\cos ln(i)+i\sin ln(i)\,}
{\displaystyle i^{-i}=\cos ln(i)-i\sin ln(i)\,}
再因為
{\displaystyle e^{i\pi }=-1\,}
=>{\displaystyle e^{\frac {i\pi }{2}}=i\,}
=>{\displaystyle e^{\frac {\pi }{2}}=i^{-i}\,}
所以得出下列結論：
{\displaystyle i^{i}=e^{\frac {-\pi }{2}}=\cos ln(i)+i\sin ln(i)\,}
{\displaystyle i^{-i}=e^{\frac {\pi }{2}}=\cos ln(i)-i\sin ln(i)\,}
解聯立方程解得
{\displaystyle cos[ln(i)]={\frac {exp({\frac {\pi }{2}})+exp({\frac {-\pi }{2}})}{2}}}
{\displaystyle sin[ln(i)]={\frac {exp({\frac {\pi }{2}})-exp({\frac {-\pi }{2}})}{2}}i}
發現{\displaystyle cosln(i)}明顯超越了1，這代表了斜邊比鄰邊還短，違反了當初對實數係的三角函數的定義域，所以這稱為對虛數係的三角函數

## 超越三角函數
延伸後可得：
{\displaystyle cos[xln(i)]={\frac {exp({\frac {x\pi }{2}})+exp({\frac {-x\pi }{2}})}{2}}}
{\displaystyle sin[xln(i)]={\frac {exp({\frac {x\pi }{2}})-exp({\frac {-x\pi }{2}})}{2}}i}

## 複數悖論與數學單位形成
將超越三角函數以三度空間方式作圖，X軸為自變數，Y軸為變數之實部，Z軸為變數之虛部，可以發現超越三角函數都是以4為一週期的函數圖形，但是最後會發現一件怪異之處
{\displaystyle 2ni{\pi }=0}
這對一般數學是不成立的，但是為何有合理的解釋？
如果說一般數的單位是│µ│（單位向量），歐拉對虛數的冪可見
{\displaystyle 2ni{\pi }=0}此單位是rad‧│µ│，如此2π等同於0的意思，那悖論也就被打破了。